# Cornuntum fagineum
Cornuntum fagineum — вид грибів, що належить до монотипового роду Cornuntum.